# Stadsfullmäktige

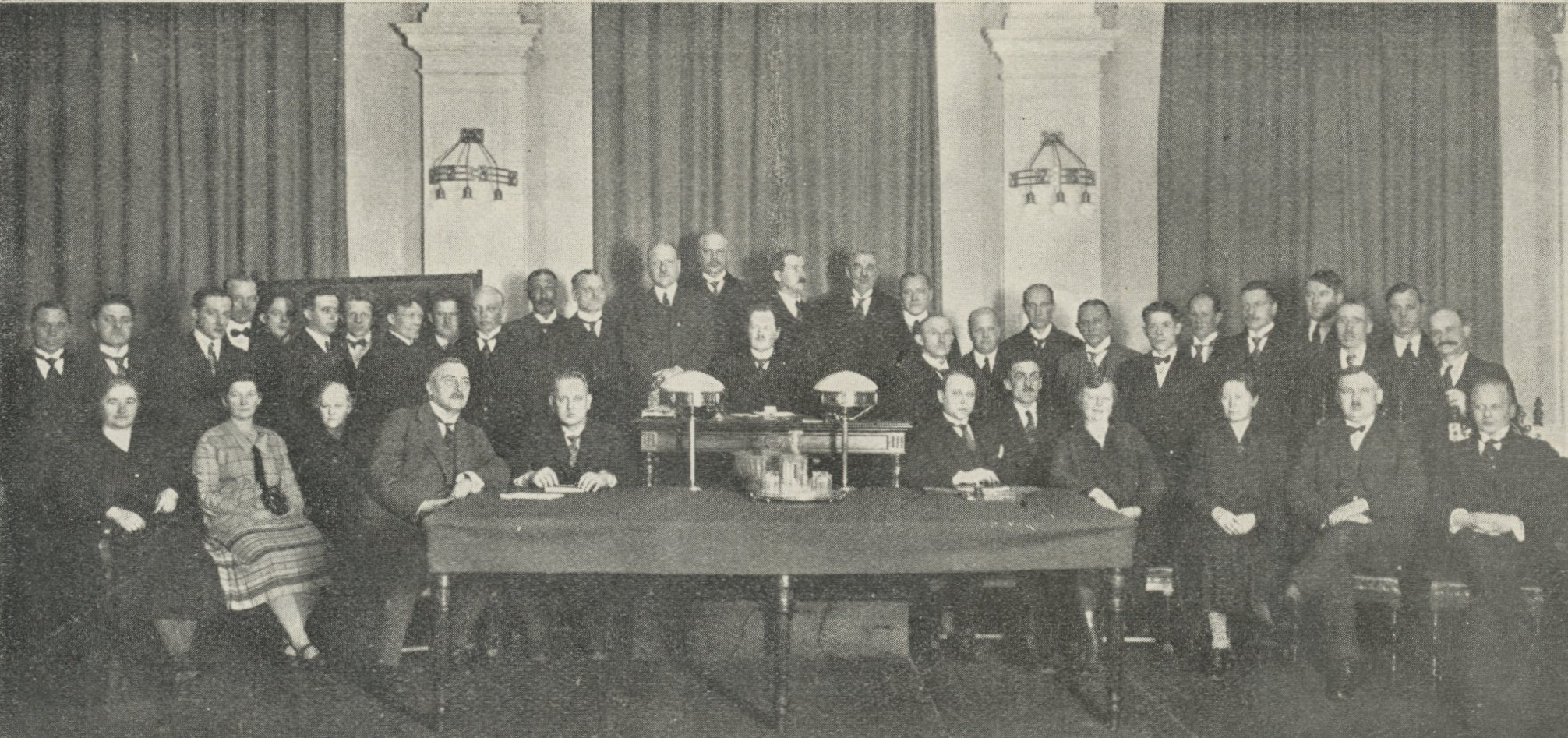
Stadsfullmäktige i Halmstad 1927.

Stadsfullmäktige var från 1863 till och med 1970 det högsta beslutande valda organet i en stad i Sverige och ersatte allmän rådstuga. Vid kommunreformen 1971 ersattes stadsfullmäktige i likhet med motsvarande organ i tidigare landskommuner och köpingar, kommunalfullmäktige, av kommunfullmäktige.
Stadsfullmäktige infördes med det att 1862 års kommunalförordningar trädde i kraft, men inrättandet var då frivilligt för alla städer med under 3 000 innevånare. I flera städer var därför även fortsatt allmän rådstuga det högsta beslutande organet. Under slutet av 1800-talet infördes dock stadsfullmäktige i de flesta städer och 1917 hade nästan alla städer infört stadsfullmäktige. År 1955 blev stadsfullmäktige obligatoriskt.

## Förhållanden i Finland
I Finland finns en passus i 2015 års kommunallag (§ 4 andra stycket) med följande lydelse: ”Kommunen kan använda benämningen stad när den anser sig uppfylla de krav som ställs på ett stadssamhälle.” Därav följer att benämningen stadsfullmäktige fortfarande används i Finland. Lagtexten (§ 14) anger dock endast formen "fullmäktige".